# NGC 3332
NGC 3332 (NGC 3342) é uma galáxia elíptica (E-S0) localizada na direcção da constelação de Leo. Possui uma declinação de +09° 10' 57" e uma ascensão recta de 10 horas, 40 minutos e 28,2 segundos.
A galáxia NGC 3332 foi descoberta em 18 de Janeiro de 1784 por William Herschel.